# Constituição de Pouso Alegre

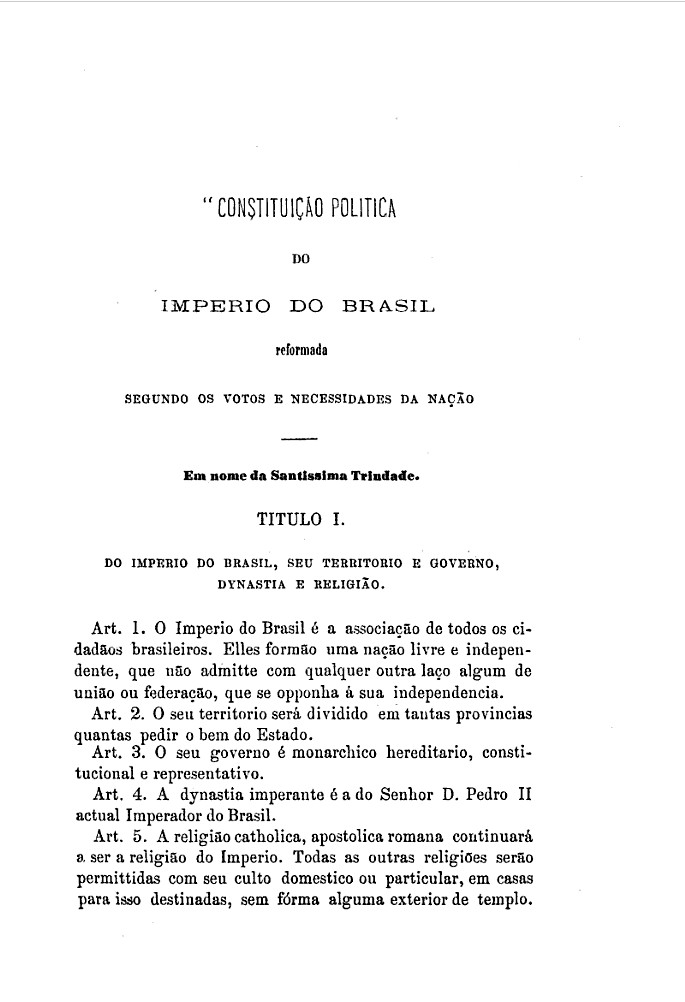
Primeira página da Constituição de Pouso Alegre.

A Constituição de Pouso Alegre é como ficou conhecida a versão da Constituição do Império do Brasil, editada na então vila de Pouso Alegre, Minas Gerais, pelo padre José Bento Leite Ferreira de Melo, aliado do Padre Feijó, durante o período regencial brasileiro, como parte do chamado Golpe de 30 de Julho de 1832.
Esta versão procurava incorporar as alterações que estavam em discussão na Assembleia Geral, sem contudo encontrar algum avanço. Foi impressa na tipografia do Padre José Bento, em Pouso Alegre (de onde herdou o nome pelo qual passou à história) e onde este editara o jornal O Pregoeiro Constitucional - órgão liberal de oposição a D. Pedro I.
O texto foi reproduzido na obra Escriptos historicos e litterarios, em 1868, do Barão Homem de Melo.